# Dambel
Dambel è un comune italiano di 396 abitanti della provincia autonoma di Trento in Trentino-Alto Adige. Sito in Val di Non, il paese si trova sulla strada provinciale che collega i paesi di Sanzeno (a sud) e Sarnonico (a nord).

## Origini del nome
Il nome Dambel deriva dal latino ambulum ("luogo di passaggio"), o dal celtico amb "acqua", "fiume", il paese si trova infatti su un'antica via commerciale tra Lombardia e Germania, che attraversava il torrente Novella sul ponte di Pozzena.

## Storia

### Simboli
Lo stemma e il gonfalone del Comune di Dambel sono stati adottati con delibera del consiglio comunale n. 23 del 26 aprile 1991 e approvati con delibera della Giunta provinciale del 7 giugno 1991 n. 7089.
Il ponte sul fiume ricorda la posizione del paese all'incrocio di importanti antiche vie di commercio. 
Gonfalone

## Monumenti e luoghi d'interesse

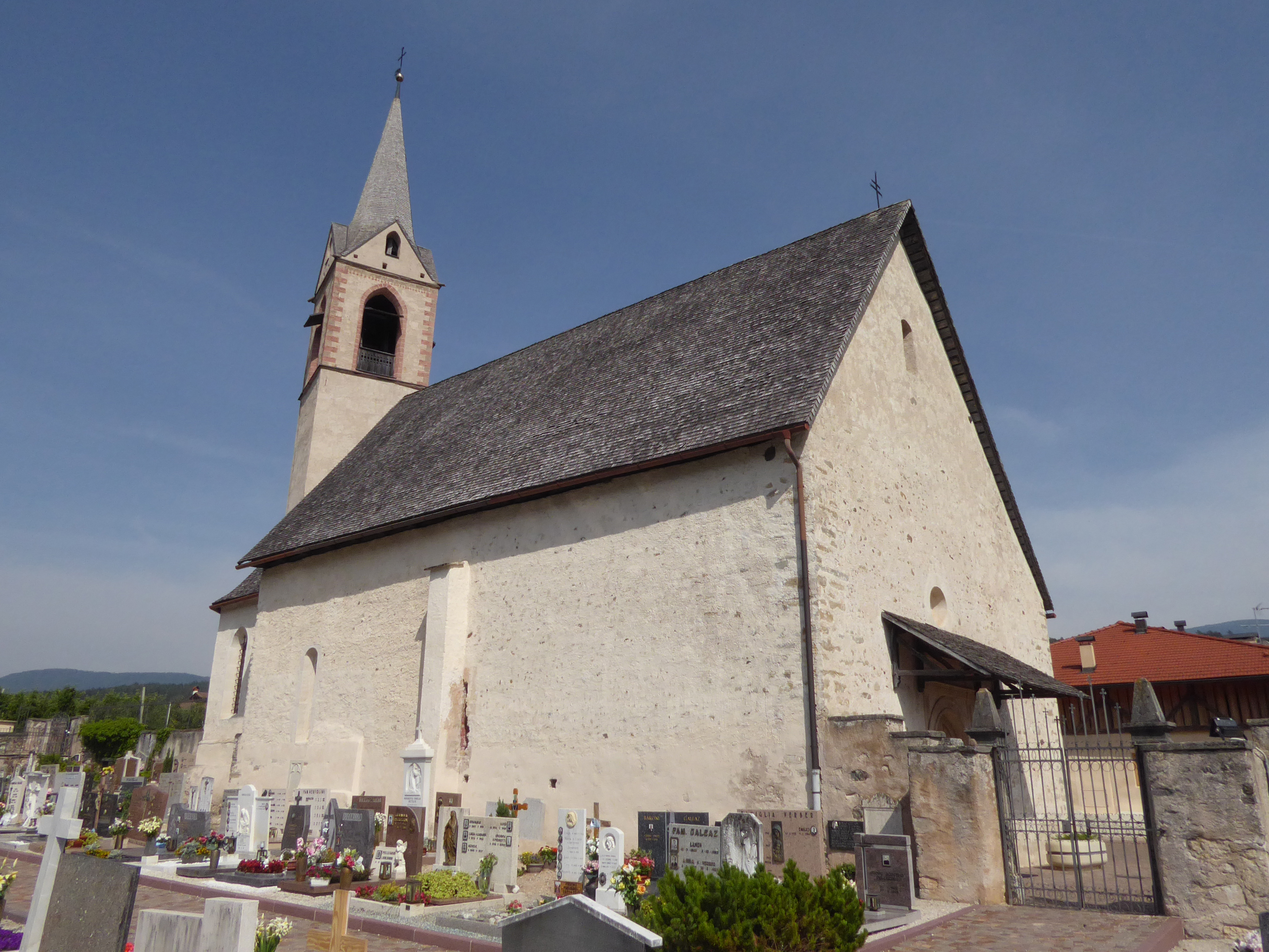
La chiesa di Santa Maria Assunta

Il paese è nominato la prima volta quale Amble in un documento relativo ai possedimenti del monastero dei canonici regolari di San Michele all'Adige, databile al 1174. 
La chiesa di Santa Maria Assunta è la parrocchiale del comune ed è ricordata a partire dal 1242 sebbene sia stata completamente ricostruita nel 1537. Sorge sulla cima di Doss de' Sardori, in posizione sopraelevata rispetto all'abitato e gode di un bel panorama sulla Terza Sponda della Val di Non. La chiesa è dedicata a Santa Maria Assunta, patrona del comune.
L'esterno è ornato da un timpano molto acuto e da un bel portale in pietra bianca tipicamente rinascimentale.
All’interno è custodito, in stato di perfetta conservazione, un bellissimo esempio di altare a portelle in legno policromo datato 1520. 
Questi spettacolari portali le cui portelle rimanevano chiuse durante la settimana e venivano aperte solamente durante le solennità, erano tipici delle chiese di tutta la valle; tuttavia, nel corso del Settecento, vennero gradualmente sostituiti da più moderni altari in marmo. L’altare di Dambel è uno dei pochi esemplari ancora conservati in Val di Non e l’unico rimasto completamente integro. 
A portelle aperte è possibile ammirare la Madonna in trono che porge un grappolo d'uva al Bambino, San Vigilio e San Nicola da Bari; nello scrigno della predella sono posti i bassorilievi del Cristo benedicente e degli Apostoli. Esternamente invece le ante sono dipinte con Storie di Maria.

### Aree naturali
- Parco fluviale Novella

## Società

### Evoluzione demografica
Abitanti censiti

## Economia
L'economia del paese è basata prevalentemente sulla coltivazione delle mele. Anche per questo, Dambel detiene il record di "paese più povero del Trentino" e nel 2025 è stato il settimo Comune più povero d'Italia.  Questa statistica si basa sui dati delle dichiarazioni dei redditi da lavoro dipendente e non fornisce una rappresentazione veritiera dei redditi agrari. 

## Amministrazione
| Periodo        | Periodo        | Primo cittadino | Partito      | Carica  | Note |
| -------------- | -------------- | --------------- | ------------ | ------- | ---- |
| 14 maggio 2000 | 8 maggio 2005  | Flavio Pedrotti | Lista civica | Sindaco |      |
| 9 maggio 2005  | 16 maggio 2010 | Flavio Pedrotti | Lista civica | Sindaco |      |
| 17 maggio 2010 | 10 maggio 2015 | Flavio Pedrotti | Lista civica | Sindaco |      |
| 11 maggio 2015 | in carica      | Carlo Polastri  | Lista civica | Sindaco |      |